# Slovenië op de Olympische Zomerspelen 2004
Slovenië nam deel aan de Olympische Zomerspelen 2004 in Athene, Griekenland. Bij de vorige editie werd nog twee keer goud gewonnen, maar dat lukte dit keer niet. Wel nam het totale aantal medailles tot van 2 naar 4.

## Medailleoverzicht
| Sport    | Olympiër            | Discipline      | Medaille |
| -------- | ------------------- | --------------- | -------- |
| Roeien   | Iztok Čop Luka Špik | dubbel-twee (m) | Zilver   |
| Atletiek | Jolanda Čeplak      | 800m (v)        | Brons    |
| Judo     | Urška Žolnir        | -63kg (v)       | Brons    |
| Zeilen   | Vasilij Žbogar      | laser           | Brons    |

## Resultaten en deelnemers

### Atletiek
| Olympiër          | Discipline               | Resultaat | Prestatie                                                                             |
| ----------------- | ------------------------ | --------- | ------------------------------------------------------------------------------------- |
| Matic Osovnikar   | 100m (m)                 | 26e       | serie 4: 3de in 10,15 (NR) kwartfinale 2: 4de in 10,26                                |
| Matic Osovnikar   | 200m (m)                 | 15e       | serie 6: 4de in 20,57 kwartfinale 3: 4de in 20,47 (NR) halve finale 2: 8ste in 20,89  |
| Matija Šestak     | 400m (m)                 | 23e       | serie 7: 4de in 50,88 halve finale 2: 7de in 46,54                                    |
| Damjan Zlatnar    | 110m horden (m)          | DNF       | serie 2: 7de in 13,66 kwartfinale 1: niet gestart                                     |
| Boštjan Buč       | 3000m steeplechase (m)   | 24e       | serie 1: 10de in 8.37,29                                                              |
| Roman Kejžar      | marathon (m)             | 54e       | 2:23.34                                                                               |
| Gregor Cankar     | verspringen (m)          | 39e       | kwalificatie groep A: 20ste met 7,32m                                                 |
| Boštjan Šimunič   | hink-stap-springen (m)   | 37e       | kwalificatie groep B: 20ste met 16,07m                                                |
| Rožle Prezelj     | hoogspringen (m)         | 20e       | kwalificatie groep B: 11de met 2,20m                                                  |
| Jure Rovan        | polsstokhoogspringen (m) | 25e       | kwalificatie groep A: 13de met 5,50m                                                  |
| Miroslav Vodovnik | kogelstoten (m)          | 10e       | kwalificatie groep B: 6de met 20,04m finale: 10de met 19,34m                          |
| Igor Primc        | discuswerpen (m)         | 30e       | kwalificatie groep B: 18de met 56,33m                                                 |
| Peter Zupanc      | speerwerpen (m)          | 22e       | kwalificatie groep A: 11de met 77,34m                                                 |
| Primož Kozmus     | kogelslingeren (m)       | 5e        | kwalificatie groep B: 4de met 78,81m finale: 5de met 78,56m                           |
|                   |                          |           |                                                                                       |
| Merlene Ottey     | 100m (v)                 | 10e       | serie 2: 2de in 11,14 kwartfinale 3: 3de in 11,24 halve finale 2: 5de in 11,21        |
| Alenka Bikar      | 200m (v)                 | 27e       | serie 1: 2de in 23,09 kwartfinale 2: 7de in 23,38                                     |
| Merlene Ottey     | 200m (v)                 | DNF       | serie 7: 3de in 22,72 (NR) kwartfinale 4: 4de in 23,07 halve finale 1: niet gefinisht |
| Jolanda Čeplak    | 800m (v)                 | Brons     | serie 5: 1ste in 2.00,61 halve finale 2: 2de in 1.58,80 finale: 3de in 1.56,43        |
| Helena Javornik   | 10000m (v)               | 10e       | 31.06,63 (NR)                                                                         |
| Tina Čarman       | verspringen (v)          | 36e       | kwalificatie groep A: 19de met 5,72m                                                  |
| Teja Melink       | polsstokhoogspringen (v) | 24e       | kwalificatie groep A: 14de met 4,15m                                                  |

### Handbal
| Olympiër | Discipline | Resultaat | Prestatie |
| --- | ---------- | --------- | --- |
| Matjaz Brumen Zoran Jovicic Andrej Kastelic Vid Kavticnik Miladin Kozlina Beno Lapajne Jure Natek Marko Ostir Ales Pajovic Dusan Podpecan Siarhei Rutenka Tomaz Tomsic Renato Vugrinec Uros Zorman Luka Zvizej | mannen     | 11e       | groep A: 6de V van Rusland: 25-28 V van Kroatië: 26-27 V van IJsland: 25-30 V van Spanje: 28-41 W van Zuid-Korea: 26-23 11-12de plek: W van Egypte: 30-24 |

| Groep A |            |             |             |             |             |            |            |            |        |
| #       | Land       | Wedstrijden | Wedstrijden | Wedstrijden | Wedstrijden | Doelpunten | Doelpunten | Doelpunten | Punten |
| #       | Land       | G           | W           | G           | V           | V          | T          | Saldo      | Punten |
| 1       | Kroatië    | 5           | 5           | 0           | 0           | 146        | 129        | +17        | 10     |
| 2       | Spanje     | 5           | 4           | 0           | 1           | 154        | 137        | +17        | 8      |
| 3       | Zuid-Korea | 5           | 2           | 0           | 3           | 148        | 148        | 0          | 4      |
| 4       | Rusland    | 5           | 2           | 0           | 3           | 145        | 145        | 0          | 4      |
| 5       | IJsland    | 5           | 1           | 0           | 4           | 143        | 158        | -15        | 2      |
| 5       | Slovenië   | 5           | 1           | 0           | 4           | 130        | 149        | -19        | 2      |

| Ronde        | Datum  | Plaats   | Land  | Score      | Land |
| ------------ | ------ | -------- | ----- | ---------- | ---- |
| Groepsfase   |        |          |       |            |      |
| 14 augustus  | Athene | Rusland  | 28-25 | Slovenië   |      |
| 16 augustus  | Athene | Slovenië | 26-27 | Kroatië    |      |
| 18 augustus  | Athene | IJsland  | 30-25 | Slovenië   |      |
| 20 augustus  | Athene | Spanje   | 41-28 | Slovenië   |      |
| 22 augustus  | Athene | Slovenië | 26-23 | Zuid-Korea |      |
| 11-12de plek |        |          |       |            |      |
| 24 augustus  | Athene | Slovenië | 30-24 | Egypte     |      |

### Judo
| Olympiër        | Discipline | Resultaat | Prestatie |
| --------------- | ---------- | --------- | --- |
| Saso Jereb      | -73kg (m)  | 21e       | 1ste ronde: vrij 2de ronde: V van ALG Yagoubi: ippon |
|                 |            |           | |
| Petra Narksb    | -52kg (v)  | 19e       | 1ste ronde: V van ALG Souakr: shido |
| Urška Žolnir    | -63kg (v)  | Brons     | 1ste ronde: vrij 2de ronde: W van CUB González: shido kwartfinale: W van BEL Vandecaveye: ippon halve finale: V van AUT Heill: shido bronzen finale: W van CAN Chisolm: shido |
| Raša Sraka      | -70kg (v)  | 9e        | 1ste ronde: vrij 2de ronde: V van JPN Ueno: waza-ari herkansingen: W van USA Schutz: shido herkansingen 2: V van BEL Jacques: ippon                                           |
| Lucija Polavder | +78kg (v)  | 19e       | 1ste ronde: V van GER Koeppen: ippon |

### Kanovaren
| Olympiër               | Discipline    | Resultaat | Prestatie |
| Slalom                 | Slalom        | Slalom    | Slalom |
| ---------------------- | ------------- | --------- | --- |
| Simon Hočevar          | C-1 (m)       | 6e        | voorronde: 9de run 1: 9de in 104,17 run 2: 11de in 105,18 halve finale: 8ste in 100,24 finale: 6de in 199,78  |
| Uroš Kodelja           | K-1 (m)       | 10e       | voorronde: 17de run 1: 19de in 102,24 run 2: 13de in 97,99 halve finale: 8ste in 96,68 finale: 10de in 201,61 |
|                        |               |           | |
| Nada Mali              | K-1 (v)       | 19e       | voorronde: 19de run 1: 19de in 165,65 run 2: 10de in 110,83                                                   |
| Vlakwater              |               |           | |
| Jernej Župančič Regent | K-1 1000m (m) | 15e       | serie 1: 7de in 3.32,552 halve finale 2: 6de in 3.35,050                                                      |

### Roeien
| Olympiër                                              | Discipline      | Resultaat | Prestatie |
| ----------------------------------------------------- | --------------- | --------- | --- |
| Davor Mizerit                                         | skiff (m)       | 9e        | serie 2: 3de in 7.24,60 herkansingen: 1ste in 7.01,31 halve finale 1: 3de in 7.04,07 finale B: 3de in 6.55,64 |
| Iztok Cop Luka Spik                                   | dubbel-twee (m) | Zilver    | serie 3: 1ste in 6.45,26 halve finale 2: 1ste in 6.11,96 finale: 2de in 6.31,72                               |
| Andrej Hrabar Matija Pavsic                           | twee-zonder (m) | 9e        | serie 1: 5de in 7.05,36 herkansingen: 3de in 6.30,89 halve finale 2: 5de in 6.46,12 finale B: 3de in 6.27,11  |
| Janez Klemencic Miha Pirih Tomaz Pirih Grega Sracnjek | vier-zonder (m) | 9e        | serie 2: 3de in 6.25,36 halve finale 2: 4de in 5.55,53 finale B: 3de in 5.50,59                               |

### Schietsport
| Olympiër        | Discipline                 | Resultaat | Prestatie                                                                     |
| --------------- | -------------------------- | --------- | ----------------------------------------------------------------------------- |
| Rajmond Debevec | 10m luchtgeweer (m)        | 29e       | kwalificatie: 29ste met 589 punten (96-100-99-96-98-100)                      |
| Rajmond Debevec | 50m geweer 3 houdingen (m) | 4e        | kwalificatie: 5de met 1166 punten (397-384-385) finale: 4de met 1262,6 punten |
| Rajmond Debevec | 50m geweer liggend (m)     | 4e        | kwalificatie: 9de met 594 punten (98-99-100-99-99-99)                         |

### Tennis
| Olympiër                       | Discipline     | Resultaat | Prestatie                                                                          |
| ------------------------------ | -------------- | --------- | ---------------------------------------------------------------------------------- |
| Maja Matevžič                  | enkelspel (v)  | 17e       | 1ste ronde: W van JPN Obata: 7-6(3), 7-5 2de ronde: V van USA V Williams: 0-6, 0-6 |
| Tina Pisnik                    | enkelspel (v)  | 33e       | 1ste ronde: V van ZIM Black: 3-6, 7-5, 6-4                                         |
| Katarina Srebotnik             | enkelspel (v)  | 17e       | 1ste ronde: W van ESP Lorenzo: 6-3, 0-6, 6-4 2de ronde: V van AUS Molik: 5-7, 6-4  |
| Tina Križan Katarina Srebotnik | dubbelspel (v) | 17e       | 1ste ronde: V van FRA Dechy/Testud: 5-7, 3-6                                       |
| Maja Matevžič Tina Pisnik      | dubbelspel (v) | 17e       | 1ste ronde: V van CHN Yan/Zheng: 1-6, 2-6                                          |

### Wielersport
| Olympiër        | Discipline       | Resultaat | Prestatie  |
| Weg             | Weg              | Weg       | Weg        |
| --------------- | ---------------- | --------- | ---------- |
| Gorazd Štangelj | tijdrit (m)      | 35e       | 1:03.45,84 |
| Andrej Hauptman | wegwedstrijd (m) | 5e        | 5:41.56    |
| Uroš Murn       | wegwedstrijd (m) | 50e       | 5:44.13    |
| Gorazd Štangelj | 43e              | 5:43.20   |            |
| Tadej Valjavec  | 26e              | 5:41.56   |            |

### Zeilen
| Olympiër                   | Discipline | Resultaat | Prestatie                                    |
| -------------------------- | ---------- | --------- | -------------------------------------------- |
| Gasper Vincec              | finn (m)   | 20e       | 151 punten: (4-24-14-19-DNF-19-8-17-18-5-23) |
| Tomaz Copi Davor Glavina   | 470 (m)    | 14e       | 126 punten: (13-13-17-6-15-20-8-19-15-6-14)  |
|                            |            |           |                                              |
| Vesna Dekleva Klara Maucec | 470 (v)    | 4e        | 65 punten: (3-5-14-18-2-15-1-2-18-3-2)       |
|                            |            |           |                                              |
| Vasilij Zbogar             | laser      | Brons     | 76 punten: (21-13-3-8-4-1-14-1-14-5-13)      |

### Zwemmen
| Olympiër                                               | Discipline            | Resultaat | Prestatie                                                                      |
| ------------------------------------------------------ | --------------------- | --------- | ------------------------------------------------------------------------------ |
| Peter Mankoč                                           | 50m vrije slag (m)    | DNS       | serie 8: niet gestart                                                          |
| Peter Mankoč                                           | 100m vrije slag (m)   | 13e       | serie 7: 4de in 49,54 halve finale 1: 6de in 49,71                             |
| Peter Mankoč                                           | 200m vrije slag (m)   | 22e       | serie 8: 7de in 1.50,72                                                        |
| Bojan Zdešar                                           | 400m vrije slag (m)   | 31e       | serie 3: 5de in 3.59,38                                                        |
| Bojan Zdešar                                           | 1500m vrije slag (m)  | 20e       | serie 4: 4de in 15.31,57                                                       |
| Blaž Medvešek                                          | 200m rugslag (m)      | 8e        | serie 4: 5de in 2.01,13 halve finale 2: 4de in 1.59,37 finale: 8ste in 2.00,06 |
| Emil Tahirovič                                         | 100m schoolslag (m)   | 17e       | serie 7: 7de in 1.02,12                                                        |
| Emil Tahirovič                                         | 200m schoolslag (m)   | 36e       | serie 2: 6de in 2.18,65                                                        |
| Peter Mankoč                                           | 100m vlinderslag (m)  | 29e       | serie 4: 2de in 54,14                                                          |
| Peter Mankoč                                           | 200m wisselslag (m)   | DNS       | serie 4: niet gestart                                                          |
| Marko Milenkovič                                       | 400m wisselslag (m)   | 31e       | serie 3: 8ste in 4.30,99                                                       |
| Jernej Godec Peter Mankoč Blaž Medvešek Emil Tahirovič | 4x100m wisselslag (m) | 14e       | serie 1: 6de in 3.44,17                                                        |
|                                                        |                       |           |                                                                                |
| Sara Isaković                                          | 50m vrije slag (v)    | 36e       | serie 5: 3de in 26,81                                                          |
| Sara Isaković                                          | 100m vrije slag (v)   | 26e       | serie 4: 4de in 56,67                                                          |
| Sara Isaković                                          | 200m vrije slag (v)   | 18e       | serie 4: 7de in 2.01,71                                                        |
| Anja Čarman                                            | 400m vrije slag (v)   | 24e       | serie 2: 2de in 4.17,79                                                        |
| Anja Čarman                                            | 800m vrije slag (v)   | DNS       | serie 4: niet gestart                                                          |
| Anja Čarman                                            | 200m rugslag (v)      | 23e       | serie 5: 7de in 2.17,62                                                        |
| Alenka Kejžar                                          | 200m rugslag (v)      | DNS       | serie 4: niet gestart                                                          |
| Alenka Kejžar                                          | 200m schoolslag (v)   | 18e       | serie 4: 8ste in 2.32,64                                                       |
| Anja Klinar                                            | 200m vlinderslag (v)  | 28e       | serie 1: 4de in 2.18,15                                                        |
| Alenka Kejžar                                          | 200m wisselslag (v)   | 18e       | serie 2: 6de in 2.18,60                                                        |
| Anja Klinar                                            | 400m wisselslag (v)   | 13e       | serie 3: 3de in 4.46,66                                                        |
| Lavra Babič Anja Čarman Sara Isaković Anja Klinar      | 400m wisselslag (v)   | 16e       | serie 2: 8ste in 8.16,69                                                       |

Afghanistan · Albanië · Algerije · Amerikaanse Maagdeneilanden · Amerikaans-Samoa · Andorra · Angola · Antigua en Barbuda · Argentinië · Armenië · Aruba · Australië · Azerbeidzjan · Bahama's · Bahrein · Bangladesh · Barbados · België · Belize · Benin · Bermuda · Bhutan · Bolivia · Bosnië en Herzegovina · Botswana · Brazilië · Britse Maagdeneilanden · Brunei · Bulgarije · Burkina Faso · Burundi · Cambodja · Canada · Centraal-Afrikaanse Republiek · Chili · China · Chinees Taipei · Colombia · Comoren · Congo-Brazzaville · Congo-Kinshasa · Cookeilanden · Costa Rica · Cuba · Cyprus · Denemarken · Djibouti · Dominica · Dominicaanse Republiek · Duitsland · Ecuador · Egypte · El Salvador · Equatoriaal-Guinea · Eritrea · Estland · Ethiopië · Fiji · Filipijnen · Finland · Frankrijk · Gabon · Gambia · Georgië · Ghana · Grenada · Griekenland · Groot-Brittannië · Guam · Guatemala · Guinee · Guinee‑Bissau · Guyana · Haïti · Honduras · Hongarije · Hongkong · Ierland · IJsland · India · Indonesië · Irak · Iran · Israël · Italië · Ivoorkust · Jamaica · Japan · Jemen · Jordanië · Kaaimaneilanden · Kaapverdië · Kameroen · Kazachstan · Kenia · Kirgizië · Kiribati · Koeweit · Kroatië · Laos · Lesotho · Letland · Libanon · Liberia · Libië · Liechtenstein · Litouwen · Luxemburg · Macedonië · Madagaskar · Malawi · Malediven · Maleisië · Mali · Malta · Marokko · Mauritanië · Mauritius · Mexico · Micronesië · Moldavië · Monaco · Mongolië · Mozambique · Myanmar · Namibië · Nauru · Nederland · Nederlandse Antillen · Nepal · Nicaragua · Nieuw-Zeeland · Niger · Nigeria · Noord-Korea · Noorwegen · Oeganda · Oekraïne · Oezbekistan · Oman · Oostenrijk · Oost‑Timor · Pakistan · Palau · Palestina · Panama · Papoea-Nieuw-Guinea · Paraguay · Peru · Polen · Portugal · Puerto Rico · Qatar · Roemenië · Rusland · Rwanda · Saint Kitts en Nevis · Saint Lucia · Saint Vincent en Grenadines · Salomonseilanden · Samoa · San Marino · Sao Tomé en Principe · Saoedi-Arabië · Senegal · Servië en Montenegro · Seychellen · Sierra Leone · Singapore · Slovenië · Slowakije · Soedan · Somalië · Spanje · Sri Lanka · Suriname · Swaziland · Syrië · Tadzjikistan · Tanzania · Thailand · Togo · Tonga · Trinidad en Tobago · Tsjaad · Tsjechië · Tunesië · Turkije · Turkmenistan · Uruguay · Vanuatu · Venezuela · Verenigde Arabische Emiraten · Verenigde Staten · Vietnam · Wit-Rusland · Zambia · Zimbabwe · Zuid-Afrika · Zuid-Korea · Zweden · Zwitserland